# Adejeania biornata
Adejeania biornata là một loài ruồi trong họ Tachinidae.